# Masahudu Alhassan
Masahudu Alhassan (Tarkwa, Ghana, 1 de diciembre de 1992) es un futbolista ghanés. Juega de defensor y su equipo actual es el KS Teuta de la Superliga de Albania.

## Trayectoria
Tras su salida del Perugia el 31 de agosto de 2017 por mutuo acuerdo, estuvo un tiempo sin equipo luego de que no se materializara un supuesto interés del NK Maribor. En 2018 fue contratado por el KS Teuta albanés, firmando un contrato por dos años.

## Selección
Ha sido internacional con la selección de Ghana en 6 ocasiones.

## Clubes
| Club                   | País    | Año           | PJ | Goles |
| ---------------------- | ------- | ------------- | -- | ----- |
| Genoa CFC              | Italia  | 2011 - 2012   | 4  | 0     |
| Novara Calcio (cedido) | Italia  | 2012 - 2013   | 18 | 1     |
| U. S. Latina (cedido)  | Italia  | 2013 - 2014   | 42 | 1     |
| Udinese Calcio         | Italia  | 2014 - 2015   | 0  | 0     |
| U. S. Latina (cedido)  | Italia  | 2015          | 16 | 1     |
| Perugia Calcio         | Italia  | 2016-2017     | 14 | 0     |
| KS Teuta               | Albania | 2018-presente |    |       |